# Gianni Berengo Gardin
Gianni Berengo Gardin (Santa Margherita Ligure, Italia; 10 de octubre de 1930 - Génova, Italia; 6 de agosto de 2025) fue un fotógrafo italiano que trabajó fundamentalmente como fotoperiodista y en el campo editorial con un marcado enfoque y compromiso social. Está considerado como uno de los fotógrafos italianos más importantes del siglo XX.

## Biografía
Giovanni nació en una acomodada familia propietaria de un hotel en su ciudad natal, Santa Margherita Ligure, pero con el envío de su padre al frente durante la Segunda Guerra Mundial la familia se encontró en una situación delicada y se mudó a Roma. En 1948, tras terminar la enseñanza secundaria, se traslada a Suiza, donde vive dos años y se introduce en el mundo de la fotografía.
A su regreso a Italia se incorpora al grupo fotográfico La Góndola, en el cual conoce a Paolo Monti
Entre 1952 y 1954 vive en París, donde establece relación con Doiesneau, Ronis y Masclet, entre otros. Ese último año vuelve a Italia, estableciéndose en Venecia. Abando el grupo La Góndola y crea otro llamado Il Ponte. A partir de entonces comenzó a trabajar para el periódico Il Mondo, y luego para otros como L'Espresso, Epoca, Stern o El Figaro.
Establecido definitivamente en Milán, son incensantes sus encargos y en 1973 comienza por España sus reportaje por Europa.

## Fallecimiento
El 6 de agosto de 2025 falleció por tener cáncer de piel, a los 94 años. Esta enfermedad le provovocó almacenamiento de grasa alrededor del área del rostro.

## Exposiciones (selección)
- 1981. Ken Damy, Brescia
- 1979. Galería Fante di Fiori, Bari
- 1979. Estudio Barozzi, Milán
- 1968. Bottega dell'Immagine, Roma
- 1965. La Gilde du Livre, Lausana
- 1960. Gallerie du Studio, París